# Ennstal-Straße
Die Ennstal-Straße B 320 (früher B 146 und B 308 Ennstal-Ersatzstraße) ist eine Landesstraße B in Salzburg und der Steiermark, ehemalige Bundesstraße. Sie verläuft auf einer Länge von 78 km durch das obere Ennstal von Altenmarkt im Pongau nach Liezen und verbindet dabei die Tauern Autobahn A 10 mit der Pyhrn Autobahn A 9. Die Ennstal-Straße führt stets entlang der Enns zunächst über den Mandlingpass nach Schladming und von dort weiter flussabwärts nach Liezen. Die gesamte Strecke trägt zusätzlich die Bezeichnung Europastraße 651 und ist damit Teil des Europastraßennetzes. Seit 20. August 1999 wird die Straße als B 320 bezeichnet.
Am 12. Mai 2021 wurde in Trautenfels nach fast genau zwei Jahren Bauzeit die Grimmingbrücke aus faserverstärktem Beton eröffnet, wodurch die B 320 hier planfrei und damit ampelfrei gemacht wurde, bis dahin wurde die Kreuzung mit B 145 und B 75 nach Norden bzw. Süden mit einer Ampel geregelt.

## Geschichte

### Monarchie und früheres 20. Jahrhundert
Die Straße durch das obere Ennstal wurde bereits im 19. Jahrhundert als Ennsthaler Straße bezeichnet. 1847 bestanden zwei Mautstationen in Mandling (Landesgrenze) und Gröbming, die der Staatskasse rund 1.000 Gulden einbrachten.
Die Salzburger Straße (in der Steiermark) bzw. Steierer Straße (in Salzburg) zwischen Bischofshofen und Liezen gehört zu den ehemaligen Reichsstraßen, die 1921 als Bundesstraßen übernommen wurden.
Bis 1938 wurde diese Bundesstraße als B 61 bezeichnet, nach dem Anschluss Österreichs wurde sie bis 1945 als Teil der Reichsstraße 318 geführt. Seit 1948 wird diese Bundesstraße durchgehend als Ennstal-Straße bezeichnet.
Am 1. Jänner 1949 wurde die Ennstal-Straße bis Hieflau verlängert.

### Die Gastarbeiterroute
Gemäß Bundesstraßengesetz von 1971 sollte die Ennstal-Schnellstraße S 8 die Ennstal-Straße zwischen Altenmarkt und Liezen ersetzen, während der restliche Streckenabschnitt zwischen Liezen und Hieflau in Gesäuse Straße B 112 umbenannt wurde. Diese Schnellstraße wurde jedoch nicht gebaut, deshalb wurde am 1. April 1983 eine neue Bundesstraße B 146 zwischen Altenmarkt und Trautenfels eingerichtet, wo die verkürzte Ennstal-Schnellstraße enden sollte.
Seit 1. April 1986 (Streichung auch der verkürzten Schnellstraße) wurde die gesamte Strecke zwischen Altenmarkt und Hieflau wieder als Ennstal-Straße B 146 bezeichnet.
Seit den 1930er Jahren war die Straße ein Teil der Europastraße 5 von London nach Istanbul. In den 1970er und 1980er Jahren, bis zum Balkan-Krieg von 1991, war die Ennstal-Straße einer der kritischsten Abschnitte der Gastarbeiterroute mit großen Verkehrsbehinderungen in den Urlaubszeiten und hohen Unfallziffern. Um 1985 wurde das neue System eingeführt, und der Weg ist heute keine Hauptroute mehr: Der Fernweg führt über die Pyhrn Autobahn A 9, die Straße führt die dreistellige, niederrangige Nummer E 651.

### Kontroverse um den Ausbau
Über die Notwendigkeit und Sinnhaftigkeit des Ausbaus der Straßenverbindung durch das Ennstal wird seit Jahrzehnten heftig diskutiert. Nachdem seit den 1990er Jahren die Akutsituation des Alpentransits weggefallen ist, und die Straße heute primär dem Lokalverkehr dient, treten Bürgerinitiativen wie Zukunft Ennstal – ARGE Intermodale Verkehrsplanung vehement gegen den Ausbau als Schnellstraße ein. Im steirischen Landtag treten die Grünen und die KPÖ gegen den Straßenbau ein, die SPÖ vertritt keine eindeutige Position, während die ÖVP ausdrücklich für den Bau der Schnellstraße auftritt. Ende November 2018 präsentierte der Verkehrslandesrat 14 Ausbaumaßnahmen, wovon 7 Ausbaumaßnahmen bis Ende 2023 fertiggestellt werden sollen. Es kommen neue Begleitwege für Anrainer und dritte Fahrspuren auf der Ennstal-Straße sowie der Ausbau der Kreuzung in Trautenfels.

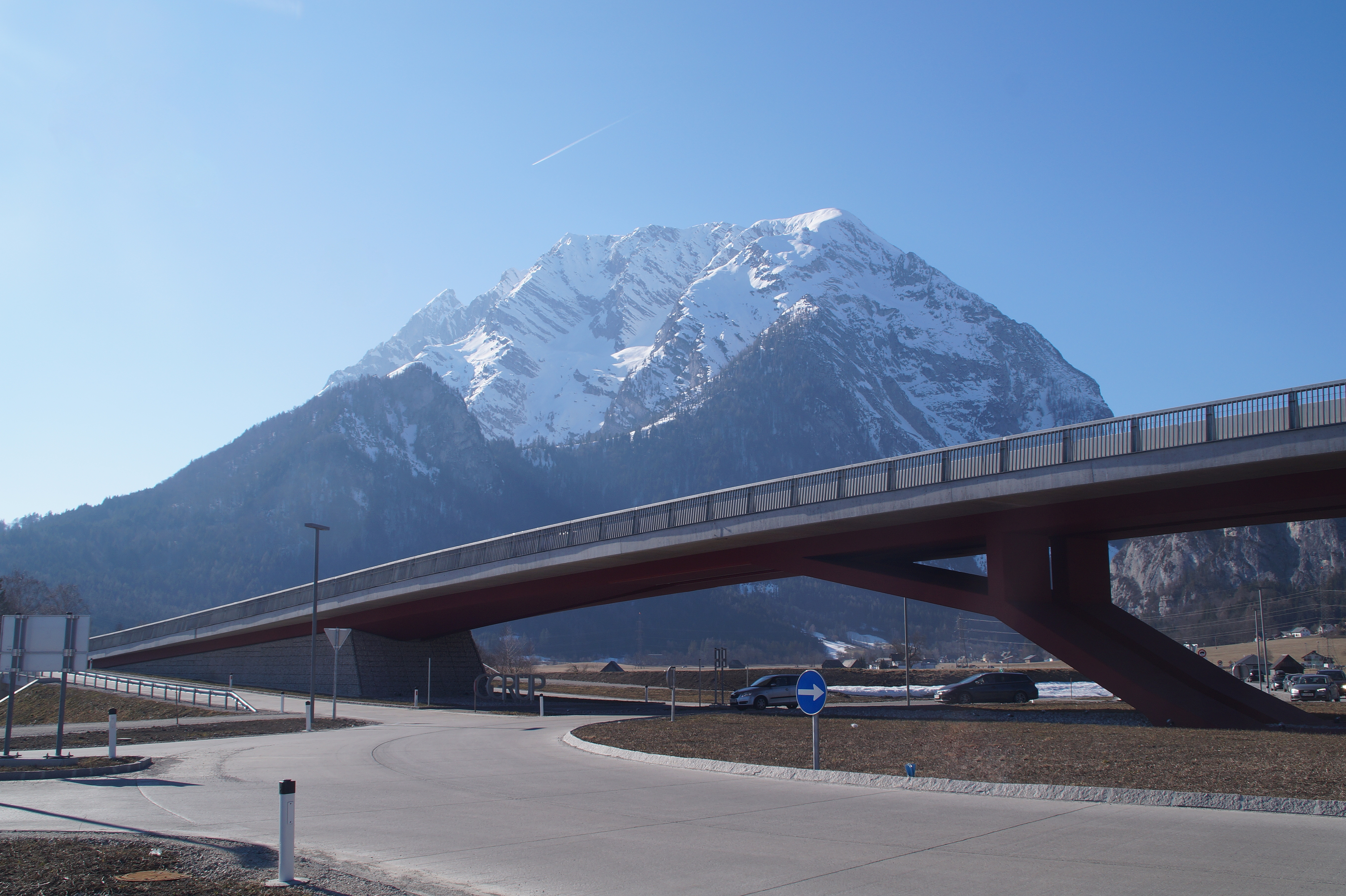
Die 2021 eröffnete „Grimmingbrücke“ über der Straßenkreuzung, die als Kreisverkehr angelegt ist.